# Axlar-Björn
Axlar-Björn, eigentlich Björn Pétursson (* ca. 1555 in Island; † 1596 in Laugarbrekka bei Hellnar, Island), war ein isländischer Serienmörder des 16. Jahrhunderts.

## Leben

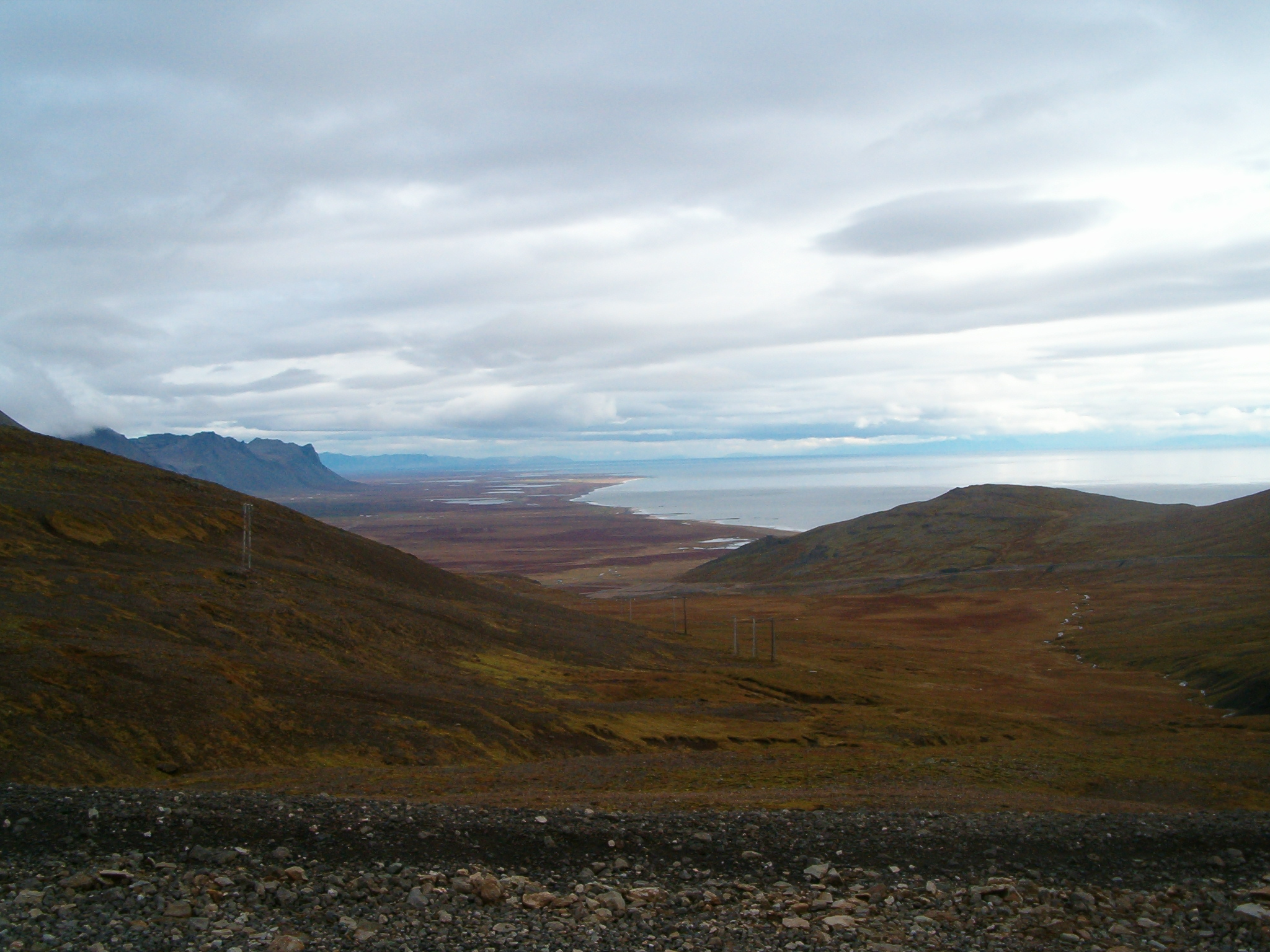
Snæfellsnes – der Wohnort von Axlar-Björn

Axlar-Björn lebte mit seiner Frau Þórdís auf einem abgelegenen Hof auf der Halbinsel Snæfellsnes, der ihm nach jahrelangem Dienst von einem reichen Bauern überlassen worden war. Das Ehepaar hatte auf diesem Hof ein paar Betten für Reisende bereitgestellt. Sie waren in dieser Region unter den Ersten, die Schlafmöglichkeiten für Reisende anboten. Viele Fremde kamen in diese Region, um den Vulkan Snæfellsjökull zu betrachten. Die meisten Personen, die auf dem Hof übernachteten, kamen nie wieder zurück. Axlar-Björn tötete sie mit einer Axt in der Scheune, um ihr ganzes Hab und Gut zu stehlen, hauptsächlich Kleidung, Geld und Pferde. Sein erstes Opfer vergrub er noch in seiner Scheune bei Knörr, seine weiteren Leichen ließ er in dem nahegelegenen Ígultjörn (Blutegelteich) verschwinden, ein Teich unterhalb der Axlarhólar-Hügel.
Er wurde erst gefasst, als eines von zwei Geschwistern sich aus seinen Fängen befreien konnte und ihn beim Gemeindevorstand anzeigte.
Björn gestand neun Taten, es wird aber davon ausgegangen, dass er mindestens achtzehn Menschen auf diese Weise umgebracht hat. Björn Pétursson wurde daraufhin zum Tode verurteilt und 1596 in Laugarbrekka bei Hellnar hingerichtet.
Er ist bis heute der bekannteste isländische Serienmörder. Wie viele Menschen er tatsächlich umgebracht hat, ist ungewiss. Seinen Spitznamen bekam er durch die Ortschaft Öxl in Breiðavík.

## Trivia
Úlfar Þormóðsson schrieb 1988 einen historischen Roman über Björn Pétursson und seine Frau. Ein isländisches Theaterstück basiert auf der Geschichte von Axlar-Björn.